# Kernu (commune)
Kernu (autrefois en allemand : Kirna) est une municipalité rurale estonienne située dans la région d’Harju. Elle s’étend sur une surface de 174,7 km2 et sa population, en diminution, est de 2 288 habitants(01/01/2012).

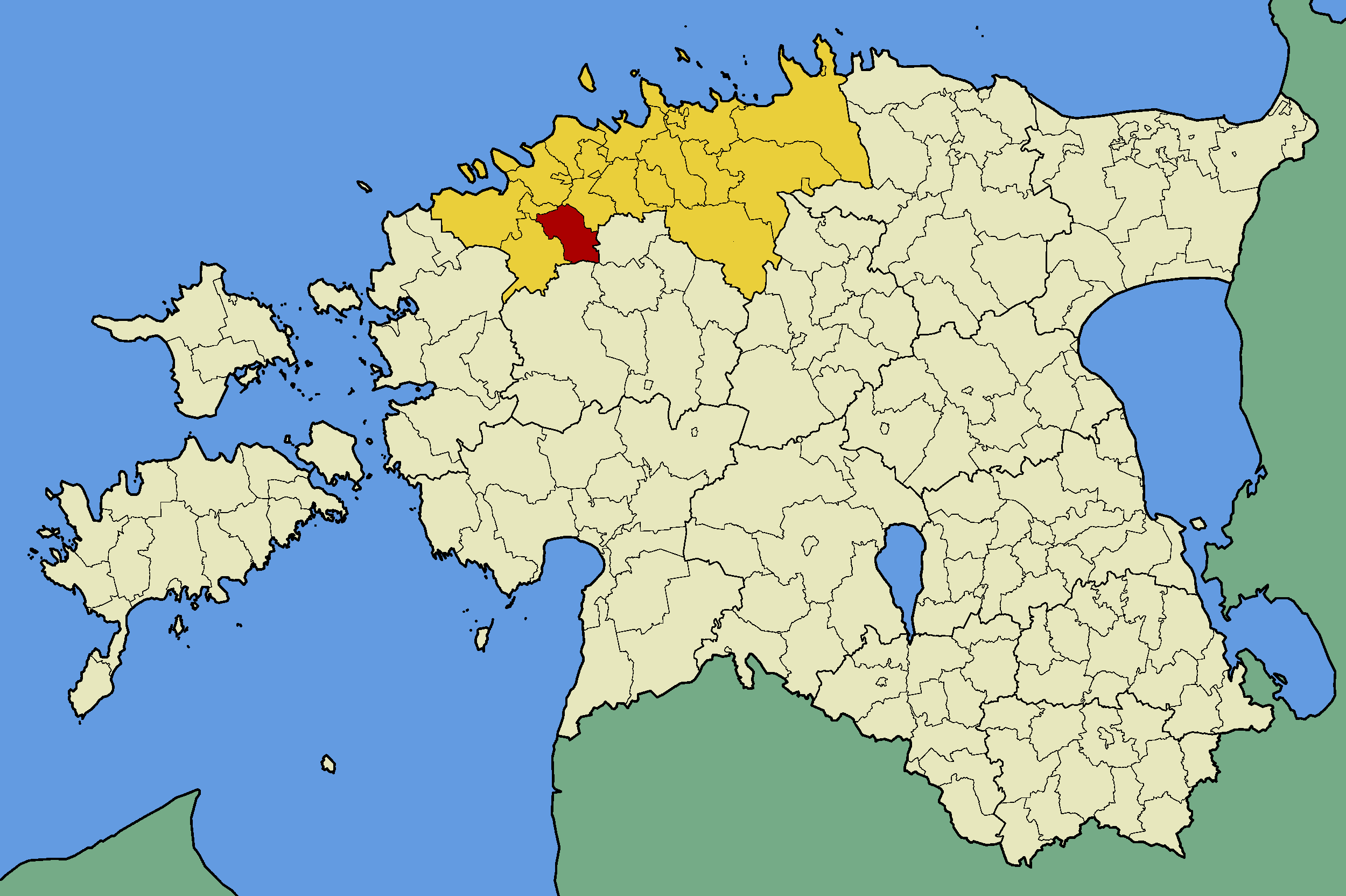
Commune de Kernu (rouge)
dans le Harjumaa (jaune).

## Municipalité
La commune regroupe 17 villages, son chef-lieu administratif se trouve à Haiba. 
Outre Haiba, la commune comprend les villages suivants : Allika,  Hingu, Kaasiku, Kabila, Kernu,  Kibuna, Kirikla, Kohatu, Kustja, Laitse, Metsanurga, Mõnuste, Muusika küla, Pohla, Ruila et  Vansi.